# Tipula lanei
Tipula lanei är en tvåvingeart som beskrevs av Alexander 1940. Tipula lanei ingår i släktet Tipula och familjen storharkrankar. Inga underarter finns listade i Catalogue of Life.